# St. Florian rettet das brennende Schloss Stockern
St. Florian rettet das brennende Schloss Stockern oder auch einfach St. Florian ist ein Gemälde des „Kremser Schmidt“ genannten Malers Martin Johann Schmidt aus dem Jahr 1772. Es enthält eine topographische Ansicht des Schlosses Stockern.

## Beschreibung
Das Bild zeigt den Heiligen St. Florian beim Löschen des Feuers, das im Schloss Stockern ausgebrochen ist. Florian, römischer Beamter unter Kaiser Diokletian, ist gekleidet wie ein römischer Offizier, allerdings hat er einen Vollbart. Unter einem Muskelpanzer trägt er eine kurzärmelige Tunika, der stoff- und faltenreiche rote Soldatenmantel ist über Hüfte und Beine drapiert. Auf dem Kopf trägt er einen Offiziershelm mit Federbusch. Die Füße sind nackt.
St. Florian hat den Blick nach oben erhoben und die Flächen seiner in einer bittenden Geste ausgestreckten Hände nach oben gedreht. Links hinter ihm scheint ein schwebender Engel ein weißes Fahnentuch beiseitezuschieben, rechts oben sind zwei herabblickende Engelsköpfchen samt den zugehörigen Flügelpaaren zu sehen, in der linken unteren Ecke hält ein aufblickender, mit einem blauen Tuch drapierter Engel einen Mühlstein als Hinweis auf das Martyrium Florians. Unterhalb der Hände des Heiligen, auf der rechten Seite des Bildes, schwebt eine größere, auffallend weiß gemalte und weiß drapierte Engelsgestalt, die aus einem Holzeimer Wasser auf das darunter dargestellte Schloss Stockern gießt, in dem ein Dachstuhlbrand ausgebrochen ist.
Das Äußere der zweigeschossigen Anlage im Renaissancestil mit dem rechteckigen Hof und Rundtürmen an den Ecken ist auf Schmidts Gemälde realistisch wiedergegeben. Auch die Steinbrücke zum Haupttor sowie die Parkmauer sind zu sehen.

## Geschichte

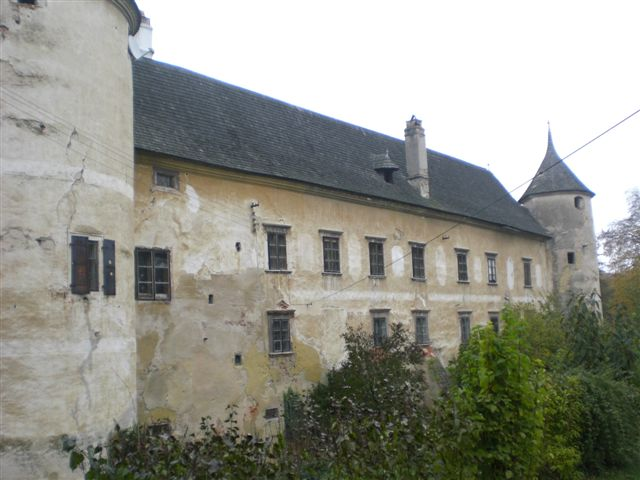
Schloss Stockern im Jahr 2011

Bei dem Bild handelt es sich um ein Seitenaltarblatt aus der ehemaligen Pfarrkirche St. Vitus in Stockern, die seit 1909 in ihrer alten Form nicht mehr existiert. Es gehörte später zeitweise dem Erzherzog Franz Ferdinand von Österreich-Este, wurde um 1925 von Alice und Richard Neumann angekauft und gelangte, nachdem Neumanns Sammlung „arisiert“ worden war, ins Kremser Stadtmuseum. 2007 wurde es an die Erben der Familie Neumann restituiert und 2012 aus der Sammlung Neumann bei Sotheby’s versteigert.
Es wurde 2008 im Germanischen Nationalmuseum in Nürnberg ausgestellt. Im selben Jahr war es auch im Österreichischen Museum für angewandte Kunst in Wien zu sehen. 2010/11 wurde es im Currier Museum of Art in Manchester (New Hampshire) gezeigt.